# Спропадналото
Спропадналото (Пропадналото) е пещера в околностите на град Разлог, в подножието на Пирин. Намира се на територията на „Пирин Голф“.
Пещерата е една от малкото, образувани в конгломерати. Дължината ѝ е 605 m, денивелацията е 8 m. През нея протича подземен поток, чийто дебит през зимата е около 10 l/s, а през лятото е много по-голям и превръща полусифоните в сифони. Температурата на водата е около 2 0 С, а на въздуха около 4 0 С. Водите излизат на повърхмостта на около 300 метра от входа и дават началото на река Раковица.
Входът на пещерата се отваря след голямото земетресение в 1904 година, вследствие на срутване.
Към 1965 година изследваните галерии са около 250 m, След това, по време на републиканска пещерна експедиция в района (1967) са открити, нио не и картирани, още около 100 - 150 m галерии. Картирането е направено през 1981 и 1983 година, когато пещерняци от Студентския пещерен клуб Акакемик (София) провеждат няколко зимни експедиции, намират продължения по и срещу течението и правят карта.
Пещерата е бедна на образувания.